# Celice Marques
Celice Pinto Marques da Silva (Belém do Pará, 1964), 1,80 m de altura, é médica e empresária que venceu o Miss Pará com 18 anos de idade e, em seguida, o Miss Brasil em 1982, derrotando outras 26 candidatas no dia 26 de junho de 1982 na capital paulista.

## Infância
Antes de se tornar miss, Celice fez seus estudos no Colégio Marista Nossa Senhora de Nazaré (Belém do Pará), na capital paraense.

## O caminho para o Miss Brasil
No dia 3 de abril de 1982, Celice Marques foi eleita Miss Pará em concurso realizado na Escola Superior de Educação Física. Na ocasião, ela representou o Clube Bancrévea e derrotou outras nove candidatas.
Como Miss Pará, Celice participou e venceu o Miss Brasil 1982, em São Paulo.

## No Miss Universo 1982
No dia 26 de julho de 1982, Celice Marques foi uma das 12 semifinalistas no Miss Universo, realizado em Lima (Peru) e ficou em segundo lugar no quesito traje típico. Na competição preliminar, onde eram escolhidas as 12 semi-finalistas para a noite final do concurso, Celice obteve a nota geral de 8.011, classificando-se para a competição final na 4ª colocação, atrás, apenas da Miss África do Sul (8.406); Miss USA (8.131) e Miss Inglaterra (8.100), a Miss Canadá, vencedora do concurso, obteve a nota 7.761 e classificou-se apenas na 9ª colocação o que naquele momento lhe deixava longe do título. No resultado final, ficou em oitavo lugar, apesar de ser cotada desde as primeiras competições como a favorita. Na época, Celice, muito jovem, nao aceitou tradutores em sua entrevista, deixando a desejar em conteúdo e recebendo a 7º colocação nesta etapa, com a nota 8.133. Em sua apresentacao em traje de gala, a jovem cantou com Jose Luis Rodrigues, o que banalizou sua elegância, porte necessário em um concurso de beleza internacional. Sem duvida era uma das favoritas, arrebatou o coração de muitos Peruanos ao longo do concurso, a Miss foi considerada a mais prejudicada da noite. Jornais que circulavam em Lima-Peru, no dia após o concurso, traziam tal notícia "Miss Universo: o grande perdedor foi o Brasil". Para grande surpresa de todos, a Miss Guam, com apenas 1.62, ficou como segunda colocada, deixando pairar descrédito quanto a lisura do concurso.
Depois, Celice recusou convites para seguir carreira artística e se dedicou à faculdade de medicina na qual acabara de ingressar. Atualmente, Celice trabalha em clínica estética que leva seu nome, em São Paulo (capital).

## Sucessão e vida após o reinado
Em 11 de junho de 1983, Celice Marques passou a coroa para a nova Miss Brasil na cidade de São Paulo. Após sua trajetória nos concursos de beleza, Celice passou a se dedicar à família.
Ela é mãe de dois filhos. Sua única filha, Celine, chegou a concorrer ao título de Rainha das Rainhas do Carnaval paraense de 2006, concurso no qual a Miss Brasil 1982 chegou a ficar em segundo lugar em 1981.
Em abril de 2004, Celice e outras 31 ex-misses foram homenageadas durante a festa dos 50 anos do Miss Brasil, realizada em São Paulo.

## O Pará no Miss Brasil
Celice é a única paraense a ser coroada Miss Brasil, e também uma das cinco representantes desse estado que possuem títulos de beleza; as outras são; Rayana Breda, Miss Pará 2009, classificada no quarto lugar do Miss Brasil 2009; Kamilla Salgado, Miss Mundo Brasil 2010, e entre as 20 colocadas no Miss World realizado na China;  Carlessa Rocha, terceira colocada no Miss Brasil 2003; Sônia Maria Ohana terceira colocada no Miss Brasil 1967; Luzia Aliette Borges, quarta col
ocada no Miss Brasil 1956 e Maria Zilda Rodrigues quinta colocada no Miss Brasil de 1955.